# 牛首村
牛首村是一部恐怖電影，由清水崇執導真實恐怖景點改編「恐怖村系列」第三部曲。 《牛首村》是位在北陸地區真實存在的恐怖景點，被稱作最凶的心靈場所
。 而木村拓哉二女兒木村光希也宣布將以演員的身份，正式在《牛首村》出道，並且憑藉此電影得到藍絲帶新人獎。該片在2022年2月18日在日本上映，並在2月11日于富山縣和石川縣的電影院舉行了首映。

## 劇情概要
住在東京的平凡女高中生雨宮奏音，某一日她的同學香月蓮向她展示了一個由網路直播主明菜所拍攝的靈異影像，在直播片段，明菜與她的朋友美月前往傳說的靈異景點直播探險，把在一起的女孩，關入一處廢墟的電梯裡面。雨宮奏音發現被關入電梯的女孩是一位長得和自己一模一樣的女高中生。之後，那女高中生被迫戴著牛首面具，消失在掉落的電梯中， 雖然內容畫面令人恐懼不安，雨宮奏音卻對這個女子有一股難以言喻的親切感，但這人和兩個朋友去鬧鬼地點探險後下落不明，完全無法聯繫。在那之後，許多靈異事件發生在雨宮奏音的周邊，於是奏音與朋友蓮出發前往坪野礦泉中的廢墟靈異地點，尋找有關的線索。

## 主要人物
| 角色     | 演員               | 介紹 |
| 雨宮奏音 | 木村光希           | 故事的女主角，小時候曾因為意外而喪失了四歲以前的記憶，因此不記得實際上有一個雙胞胎的妹妹，還有父母離婚的事。搬到東京後，相信父親告訴她自己生母已死，不記得故鄉發生的往事。有時候身旁發生靈異的事件，但她並沒有跟人提及這些事。         |
| 三澄詩音 | 木村光希           | 故事的第二女主角，父母離婚而與母親同住。小時候身旁發生靈異事件，父母親為了避禍而將喪失記憶的雙胞胎姐姐帶離村落。 |
| 香月蓮   | 萩原利久           | 故事的第一男主角，雨宮奏音的同學，自稱是她男朋友，個性大而化之，做事粗枝大葉的類型，在網路上發現靈異直播節目裡有一名與雨宮奏音長相相同的少女因此陪她前往拍攝地點。                                                                     |
| 倉木将太 | 高橋文哉           | 故事的第二男主角，三澄詩音的男朋友，曾從三澄詩音口中得知有個雙胞胎姐姐的事，以為三澄詩音墜樓後失蹤已經死亡，在跳海自殺時被路過的香月蓮搭救。                                                                                           |
| 明菜     | 大谷凜香           | 三澄詩音的同校同學，靠網路靈異節目直播賺零用錢。她與擔任的同學美月找來三澄詩音，一起到該地知名的恐怖靈異景點的「坪野飯店」進行試膽，沒想到卻引起一連串的恐怖靈異事件。                                                                 |
| 美月     | 莉子               | 三澄詩音的同校同學，想要與明菜用網路靈異節目直播賺錢。在明菜提議下和三澄詩音、明菜三人一起前往事發的恐怖靈異景點，沒想到卻一起陷入恐怖的靈異事件。                                                                                     |
| 山崎壯志 | 松尾諭             | 香月蓮與雨宮奏音前往尋找真相的路途上遇到的好心的路人，開車載著2人前往事發的恐怖靈異景點，沒想到卻一起陷入恐怖的靈異事件。 |
| 雨宮直樹 | 田中直樹           | 雨宮奏音與三澄詩音的爸爸，一直保持單身，前妻是三澄風歌。因雨宮奏音四歲的意外，夫妻兩人協議離婚。 |
| 三澄風歌 | 堀內敬子           | 雨宮奏音與三澄詩音的母親，前夫是雨宮直樹。因雨宮奏音四歲的意外，為了逃離詛咒而離婚。 |
| 三澄実   | 麿赤兒             | 雨宮奏音與三澄詩音的外公，三澄風歌的父親。年輕時候愛上牛首村的妙子而結為夫妻，為了逃離詛咒，兩人一起逃離村莊。 |
| 三澄妙子 | 龍典子（竜のり子） | 雨宮奏音與三澄詩音的外婆，三澄風歌的母親。小時候雙胞胎姊妹綾子因為一時好玩取走了牛首頭套，被村民誤認而丟進了地穴，因此代替她成為牛首村的祭祀品，一直恐懼者，長大後為了逃離詛咒，年輕的時候與丈夫兩人一起逃離村莊。                     |
| 綾子     | 芋生悠             | 雨宮奏音與三澄詩音外婆的雙胞胎姐妹。家族詛咒的根源之一。綾子與妙子是雙胞胎姐妹，本來是選中妙子成為祭品獻給神明，卻因為因為一時好玩取走了牛首頭套，被村民誤認而陰錯陽差代替妙子成為祭祀品，不只沒有為村莊消災解厄，最後成為可怕的怨靈。 |

## 設定
《牛首村》以位在日本富山縣魚津市，被稱為最恐怖靈異景點的「坪野溫泉」為故事舞臺，該地知名的「坪野飯店」在 1982 年倒閉後荒廢至今，據傳是因有小學生在尼斯湖樂園中發生意外死亡而受影響倒閉，在之後，該飯店的老闆也在飯店的鍋爐室中自殺，之後此地便成為許多年輕人的試膽場所，恐怖靈異事件層出不窮。
另一個取景地是連接石川縣與富山縣的「宮島隧道」，又名「牛首隧道」，其名來自於位於牛首村（現為白山市）的八坂神社中供奉的神明「牛頭大王」。當地也有許多詭異傳聞與自殺事件，更有人表示曾看見「流著血淚的地藏菩薩」，以及「深夜被穿著喪服的老婆婆襲擊」等恐怖經歷。延續《犬鳴村》、《樹海村》。清水崇導演再次將日本知名靈異景點作為電影拍攝題材，這次還加入了神秘的怪談「牛之首」，清水崇導演本人表示：“單靠一個靈異景點或一個都市傳說是沒有辦法成為電影的，因此我將景點與毫無相關的內容組合在一起。”

## 幕後花絮
日本「恐怖村莊系列」第三彈作品《牛首村》，拍攝地點是知名的「坪野飯店」，該地在1982年倒閉後荒廢至今，一連串的恐怖傳聞更讓這個地方變得更加詭異，複雜程度就連被稱為「最強靈媒」的宜保愛子女士都拒絕進入，而《牛首村》團隊則是實際到現場取景拍攝。
本作演員方面最受矚目的，是電影找來日本天王木村拓哉的愛女---「木村光希」所領銜主演，這也是她的演員出道作品，挑戰一人分飾兩角。以模特兒出道的木村光希表示在電影《牛首村》是第一次挑戰演戲工作，本身很害怕看恐怖片的她也透露此次參演的心情：「很驚訝能收到《牛首村》的參演邀約，一開始很擔心自己是否能好好擔綱主演，但真的覺得很開心！從小就常觀賞父親的電影和電視劇，對於演戲滿憧憬的。」。
在電影完成後，木村光希在訪問中表示：
「覺得自己的世界觀真的都改變了呢，不論是看待事物的方式和感受方法。」
木村光希透露父親木村拓哉與母親工藤靜香都給了她許多建議，以及對她的鼓勵：
「劇本內頁有父親寫下的訊息『Enjoy and do your best!』，在每天開始拍攝前我一定會看一次，對自己說過一遍後再進現場拍戲！」
在欣賞完成品後，木村光希也感動地表示：「在一個半月內，和大家一起同心協力完成這部電影，我真的很感動。想起許多回憶和場景，讓我熱淚盈眶。」。此外，導演清水崇在接受媒體採訪時表示在拍攝電影期間每天都有靈異發生。
而對於這次和清水崇導演合作，木村光希也表示：
「清水導演真的很體貼，常提醒我必須注意到的部分，非常溫柔地指導我，讓我獲益良多。還對我說有什麼問題都可以發問，讓我感到很安心。」
在拍攝過程中，清水崇導演也常提醒木村光希許多細節，木村光希表示：
「在拍攝被嚇到的戲份時，導演對我說“現在這樣的話，會被觀眾們發現破綻喔！”這令我恍然大悟，導演還建議我為了維持緊張感，盡量不要眨眼。」。
除了主演的木村光希外，還齊聚了《戀戀豆花》芋生悠、《樹海村》大谷凜香、《小說之神》莉子、《地獄花園》松尾諭、《羊與鋼之森》堀内敬子、《風琴守候的日子》田中直樹、在《十二個想死的少年》《美麗的他》人氣攀升的萩原利久、「令和首位」《假面騎士》高橋文哉也等新生代演員，也在電影《牛首村》中有著活躍的表現。在片中飾演木村光希同學的萩原利久也表示：「當我看到超乎自己想像的部分出現在大銀幕上時，覺得很開心、興奮！」害怕看恐怖片的高橋文哉則是分享心境變化：「這是我第一次參演恐怖電影，《牛首村》也是我第一部從頭看到尾的恐怖作品。」

## 製作團隊
- 導演：清水崇
- 編劇：保坂大輔、清水崇
- 音樂製作：村松崇繼
- 製作人：村松秀信、與田尚志、佐野真之、丸*橋哲彦、中林千賀子、後藤明信、檜原麻希、吉村和文、福田剛紀、宮田昌廣
- 企劃：紀伊宗之
- 執行企劃、總編輯：高橋大典
- 藝術總監：三宅春繪
- 撮影：福本淳
- 燈光照明：市川德充
- 美術：稻付正人
- 音效、錄音：西山徹
- 編集：鈴木理
- 佈景：原島徳寿
- 服裝：小磯和代
- 化妝：小出美紗
- 特殊化妝：百武朋
- VFX：鹿角剛
- 音響効果：赤澤勇二
- 助導：毛利安孝
- 製作擔當：高橋輝光
- 配給：東映
- 製作公司：booster-project
- 製作：「牛首村」製作委員会

## 主要取景地
魚津市
坪野礦泉、魚津車站
高岡市
雨晴海岸
栃木市
岩船山

## 外部連結
- 映画『牛首村』公式サイト （页面存档备份，存于）
- 牛首村 - 東映 （页面存档备份，存于）
- 映画『牛首村』公式的X（前Twitter）
- 映画『牛首村』公式的Instagram帳戶